# Augusto de Gori Pannillini
Augusto de Gori Pannilini, in alcune fonti Pennilini, Patrizio di Siena, Conte (Siena, 12 ottobre 1820 – Firenze, 20 gennaio 1877), è stato un imprenditore e politico italiano.

## Biografia
Di antica nobiltà toscana, è stato ciambellano del granduca Leopoldo II, e per gran parte della sua vita si è occupato dell'amministrazione del patrimonio di famiglia. Nel 1848, nel pieno dei moti di quel periodo, ha fatto parte della Delegazione del Governo provvisorio toscano a Ferdinando II di Napoli per la proposta di realizzazione di una Confederazione di Stati nella penisola. Nel 1860 sostiene l'annessione del Granducato di Toscana al Regno di Sardegna e viene nominato senatore. In parlamento è stato relatore della convenzione di Basilea per il riscatto delle ferrovie dell'Alta Italia e ha fatto parte del consiglio di amministrazione della Società delle Strade Ferrate Romane. È stato inoltre socio e presidente dell'Accademia dei Fisiocritici di Siena, socio della Società geografica italiana, socio ordinario dell'Accademia dei Georgofili di Firenze e presidente della Camera di commercio di Siena.